# Agneta Ekmanner
Agneta Ekmanner, actrice suédoise, est née le 4 décembre 1938 Elle est présente, depuis 1965, dans plus de 50 films et émissions de télévision.

## Filmographie partielle
| Année | Titre français          | Titre original                  | Titre anglais                    |
| ----- | ----------------------- | ------------------------------- | -------------------------------- |
| 1965  | Amour 65                | Suède Kärlek 65                 | Love 65                          |
| 1967  | Embrassades             | Suède Puss & kram               | Hugs and Kisses                  |
| 1968  | Le Corridor             | Suède Korridoren                | The Corridor                     |
| 1969  | Duo pour cannibales     | Suède Duett för kannibaler      | Duet for Cannibals               |
| 1975  | Per                     | Suède Per                       | Per                              |
| 1977  | Paradis d'été           | Suède Paradistorg               | Paradise Place                   |
| 1986  | Les frères Mozart       | Suède Livsfarlig film           | The Mozart Brothers              |
| 1988  | Film mortel             | Suède Livsfarlig film           | Lethal Film                      |
| 1992  | Noire Lucie             | Suède Svart Lucia               | Svart Lucia                      |
| 1993  | Meurtre au Savoy        | Suède Polis, polis, potatismos! | Murder at the Savoy              |
| 1993  | Roseanna                | Suède Roseanna                  | :en:Roseanna                     |
| 1993  | Brandbilen som försvann | Suède Brandbilen som försvann   | The Fire Engine That Disappeared |
| 1994  | Tueurs de policier      | Suède Polismördaren             | The Police Murderer              |
| 1997  | En présence d'un clown  | Suède Larmar och gör sig till   | In the Presence of a Clown       |
| 1999  | L'Honneur de la maison  | Islande Ungfrúin góða og húsið  | The Honour of the House          |
| 2000  | Eaux blanches en furie  | Suède Järngänget                | White Water Fury                 |